# Jules Henri Kramer
Jules Henri Kramer, född den 30 mars 1827 i Valangin i Neuchâtel, död den 7 juli 1910 i Stockholm, var en schweizisk översättare.
Kramer blev 1846 licencié és lettres och begav sig sedan till Sverige som språklärare, sedan 1853 vid krigsakademien. Han utövade även en flitig översättarverksamhet (arbeten av Sven Nilsson, Erik Edlund och Knut Olivecrona med flera). Från 1887 var han schweizisk konsul i Stockholm.